# فطيرة ستارغازي
فطيرة ستارغازي (تسمى أحيانًا فطيرة ستارري غازي، وفطيرة ستارغازي ومتغيرات أخرى) هي طبق كورنيش مصنوع من السردين مع البيض والبطاطس، مغطاة بقشرة من المعجنات. على الرغم من وجود بعض الاختلافات مع الأسماك المختلفة المستخدمة، فإن الميزة الفريدة لفطيرة النجوم هي رؤوس الأسماك (وأحيانًا ذيولها) التي تبرز من خلال القشرة، بحيث تبدو وكأنها تحدق في السماء.
يُعتقد تقليديًا أن الطبق قد نشأ في قرية موسهل في كورنوال ويتم تناوله تقليديًا خلال مهرجان حواء توم بوكوك للاحتفال بمصيده البطولي خلال شتاء عاصف جدًا. وفقًا للمهرجان الحديث، الذي يقترن بإضاءة قرية موسهل، تم تحميص المصيد بالكامل في فطيرة نجمية ضخمة تضم سبعة أنواع من الأسماك وتنقذ القرية من الجوع. تم نشر قصة بوكوك من خلال كتاب الأطفال قط موسهل الذي كتبه أنطونيا باربر، والذي ظهر فيه فطيرة النجوم. في عام 2007، فاز المتسابق مارك هيكس بقائمة بي بي سي البريطانية العظيمة مع نوع مختلف من الطبق.

## روابط خارجية
- Stargazy pie recipe and image
- Stargazy pie, description, history, recipe and image